# 怀仁市
怀仁市是中华人民共和国山西省所辖，朔州市代管的一个县级市，位于山西省北部、桑干河上游。总面积为1,230平方公里。相传，“怀仁”之名取自“怀想仁人”，因辽太祖耶律阿保机与晋王李克用相会于东城得名。市人民政府駐云东街道。
2018年，怀仁地区生产总值約為232億元，地区生产总值和人均生产总值均位于山西省前列。现有煤炭、陶瓷、教育、化工、建材、乳品加工、电力、制药八大支柱产业，其中煤炭是第一大产业，其次为陶瓷。怀仁窑拥有悠久的历史，现今怀仁占据着全国日用瓷市场的三分之一。该市的教育吸引了邻近县市的学生就读，2010年在校学生达9.2万人。城市绿化覆盖率为40.34%，是“国家级园林县城”。当地还是文化部命名的2011－2013年度“中国民间文化艺术之乡”，怀仁旺火习俗已列入第三批国家级非物质文化遗产名录。

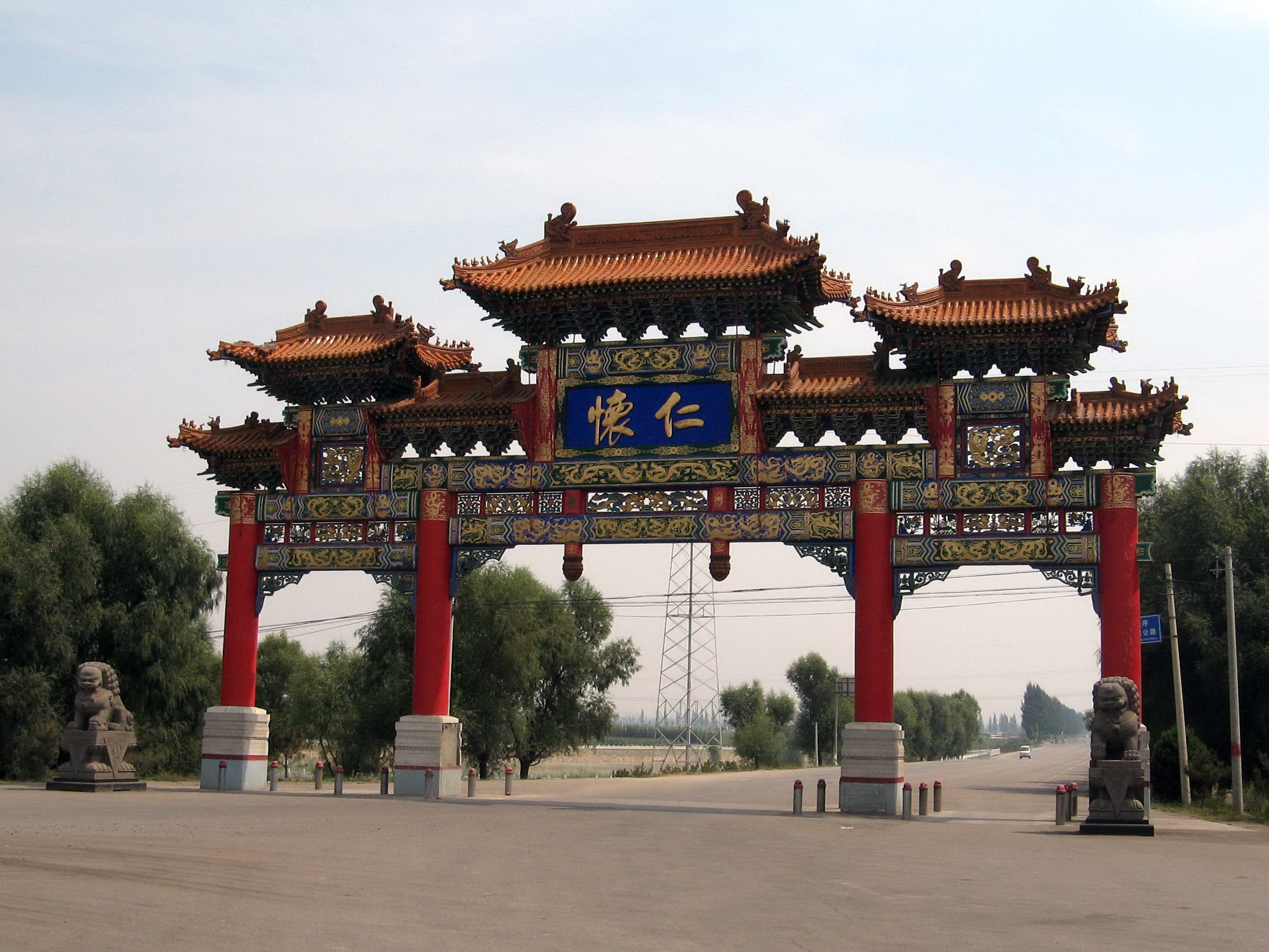
怀仁市牌楼

## 释名
“怀仁”即“怀想仁人”。唐天祐二年（公元905年），辽太祖耶律阿保机与晋王李克用相会于东城，后辽代分云中县，取怀想仁人之意，将新置的县命名为“怀仁”，自此不改，沿用至今。另外有人认为，“怀仁”得名于汉族对少数民族的怀柔政策。

## 历史

### 古代
根据在鹅毛口古石器工场遗址等地的考古发现，早在旧石器时代，今怀仁市境内就有人类居住。金沙滩镇日中城村的日中城遗址中出土有战国到汉代的文物，有学者认为是汉代所筑城址，亦有学者主张这是史载北魏孝文帝修筑的小平城。北魏时，随着平城成为首都，北魏向平城一带大量移民，晋北一带得到开发。今怀仁市内的黄花梁古称黄瓜堆，古来为鏊兵之地：北魏孝昌元年（公元525年），杜洛周在此一战击溃敕勒部斛律金军万人；北齐天保五年（公元554年），高洋率军击败入侵的柔然，俘虏人众三万余；唐代嗣圣四年（公元687年），黑齿常之统领唐军打败了突厥军；景福元年（公元892年），李克用从此出兵逐退了赫连铎。:350-351景福五年（公元896年），耶律阿保机率七万骑兵与李克用在云州会盟，“易袍马，约为兄弟”。这后来成为了怀仁市名的来源。后来石敬瑭割让燕云十六州，今怀仁市地遂为辽国所有。辽代时，分云中县置怀仁县，自此怀仁之名沿用不改。杨家将抗辽时曾在怀仁市南的金沙滩作战。明代成化至嘉靖年间，明军在怀仁与火筛、俺答率领的蒙古骑兵多次交战。史载，成化十八年（公元1482年）、弘治十三年（公元1500年）、弘治十八年（公元1505年）、正德十一年（公元1516年）火筛入袭，嘉靖十年（公元1531年）、十七年（公元1538年）、十九年（公元1540年）、三十一年（公元1552年）俺答来攻。清初姜瓖在大同反清，清军攻陷大同后屠城，大同县治在顺治五年（公元1648年）至九年（公元1652年）间移至怀仁西安堡。:8-10

### 近代

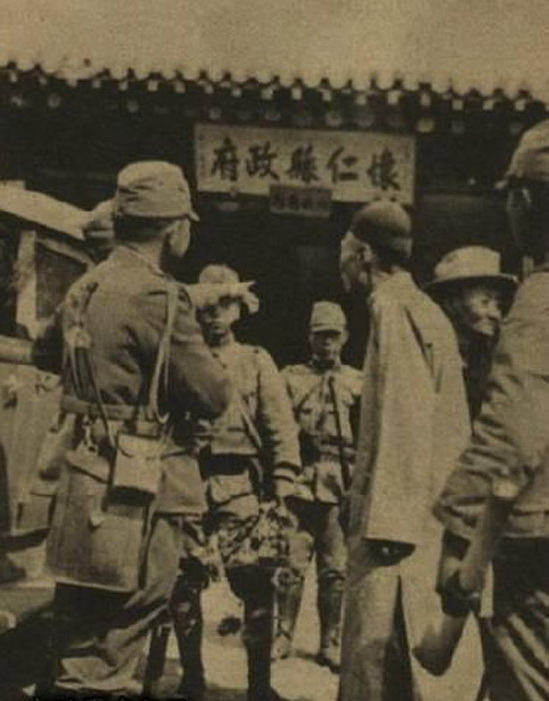
抗日战争期间，日军占领下的怀仁县傀儡政府

光绪二十六年（公元1900年），八国联军攻入北京，慈禧与光绪帝西逃，途经怀仁时曾在县城柴市巷的庞家院暂住。:418-419宣统三年（公元1911年）十一月，同盟会李嵩山在怀仁县活动；十二月四日，忻代宁公团续桐溪、弓富魁带兵入驻怀仁；十二月六日，阎锡山属下王建基部与北路军张瑜在怀仁会师。1929年晋系与奉系的战争中，奉军张作相部攻陷县城，一度占领了怀仁县城。
1937年9月，天镇战斗和大同战斗后，中国守军撤退，9月14日，日本关东军第五师团第十五独立旅不战而得怀仁，领头迎接日军入城的李丙寅于次日就任晋北自治政府怀仁县长。宋时轮率领的八路军第120师雁北支队于同年10月起在雁北一带（包括怀仁在内）开展游击斗争。10月15日，蒙疆政府晋北政厅成立，怀仁县被称为“模范县”。日军占领期间，1937年11月3日在刘晏庄（今属金沙滩镇）屠杀百姓108人，烧毁房屋百余；1939年春强征民夫修筑了鹅毛口到怀仁县的公路；1940年12月在鹅毛口村西张瓦沟开煤矿，强征东北难民及本地百姓三千人为矿工，掠夺煤炭资源，因事故及饥饿死亡的矿工有百余人。此外还有日军抢夺农具牲畜、毒打百姓、奸淫妇女等的记载。:3531945年9月，日军战败撤离，国民革命军38师2团1营入据怀仁县城，之后城池七度易手。
1946年8月1日，共产党军消灭了县城外围的国军，包围了怀仁县城；次日8时，在晋绥军区司令员王赤军的指挥下，解放军向县城发起总攻，当日首次攻取怀仁县。9月16日，共产党势力撤离，晋绥军再度入城。11月21日，在两个团的围攻下，国军撤退。1947年2月1日，国军重新占领县城。3月27日，怀仁县政府县长率众撤往大同，解放军第三次占领县城。1948年5月22日，国军占据怀仁县城，仅仅几天后部队便撤退到大同，8月25日解放军最终夺得怀仁县。:7-12:351-352

## 地理
怀仁市位于大同盆地中心，东经112°46′至113°26′、北纬39°37′至39°57′之间。北邻大同市，西边以洪涛山脉与左云县相邻，南边与应县、山阴县相隔黄花岭，东接大同县。县境东西宽30公里，南北长40公里，总面积1230平方公里。:1

### 地质
怀仁市属山西地台地质构造，主要因太古时期的海西宁运动形成。县境内有王卞庄、东山头等大断层。鹅毛口一带还有一些小的断层。西部山区基岩裸露在外，出露较老的地层；其它地区均被新生代地层所覆盖。其中西部石炭纪地层上统为太原统，含11层煤，是怀仁市主要含煤地层。县域中部的槽形盆地中新构造运动非常活跃。槽形盆地中可见第四纪地层断裂现象和第四纪滩积物。:46-49

### 地貌
怀仁市地形似槽状，东西两边高，中间地势低，三分山，七分川:1。市境东西两边为基岩山区，西部山区面积170平方公里，包括两狼山、台墩山、清凉山等，属洪涛山脉，其中大南山海拔1696.8米，为市内最高点；东部山区面积20平方公里，为恒山山脉。基岩山区共占市境的15.4%。东西两边的山区边上是98平方公里的山前丘陵区，占全市面积的7.9%，海拔为1100米至1300米。两山之间是占面积77.4%的冲积、洪积平原区，海拔1000米左右。:50

### 气候
怀仁市位于北温带，属大陆性溫帶季风气候，四季分明，春日多风少雨，夏季炎热，秋天凉爽湿润，冬季干燥寒冷，春长于秋，冬长于夏，全年降水较少，光照充足，风日多，无霜期短。年平均气温7.3℃，12月和1月平均气温为-7℃至-14℃，7月平均气温在20℃至24℃之间，4到6月间日温差最大，为12℃至19℃。年平均降水量为410毫米，平均降水日60天，7至9月集中了全年85%的降水量，年平均降雪37.7毫米，占总降水量的5%，年平均降雹约5天。年平均日照2786.2小时。年平均无霜期约150天，初霜日在9月底10月初，终霜一般在5月初。年平均刮风日数约30天，夏季为偏南风为主，冬季盛行偏西风，年平均风速3米/秒。:50-54

### 水文
市内有13条河流，主要为季节性河流。桑干河由市南流入市境，流向东北方向。御河在市境东北段汇入桑干河，另外有桑干河的支流浑河、口泉河、鹅毛河、大峪河、小峪河等。1985年时年平均地表水流量约2440万立方米。:54-56

### 矿藏
怀仁市已探明矿藏有39种。其中，西部山区有煤田，为大同煤田的一部分，已探明储量44亿吨。市区南吴家窑镇到吴家窑镇碗窑村一带有丰富的软质粘土矿藏，其中有储量达2.2亿吨的高岭土，其质量在全国亦属上乘。县城西北吴家窑镇窑子头村有锰矿，县城东南部大头顶山区有长石矿。西部山区储有铁矿，硝铁矿储量200万吨，含铁量在20%至50%之间，元代时便已开始时采掘。西部山区还广泛分布着石灰岩矿，储量近100亿吨。另有铝土矿588.6万吨。其他矿产还有砂、食盐、铅矾土、煤矸石、蛭石、方解石、云母、石英等。:69

## 行政区划

### 古代区划沿革
春秋时属代地，战国时属赵国，秦汉时为雁门郡属地，三国时属魏国平城县。隋代时属云内县，唐代时为云中县地，隶属恒州。五代因之。辽代分云中县，首次设置怀仁县，隶属于西京路大同府。金代贞祐二年（公元1214年），升格为云州，隶属西京路大同府。元代至元二十五年（公元1288年）云州降为县，隶属山西道大同路。明、清两代，为怀仁县，隶属于大同府。:26

### 近代区划沿革
民国初年，为怀仁县，隶属于雁门道。民国十六年（公元1927年）废雁门道，怀仁县改属山西省。  民国二十六年(公元1937年)，日军入侵怀仁，属晋北自治政府之晋北政厅。民国二十八年(公元1939年)，晋北自治政府并入蒙疆政府，仍属晋北政厅。1943年1月1日晋北政厅改为大同省。民国三十四年(公元1945年)日本投降后，由第二战区管辖。:26

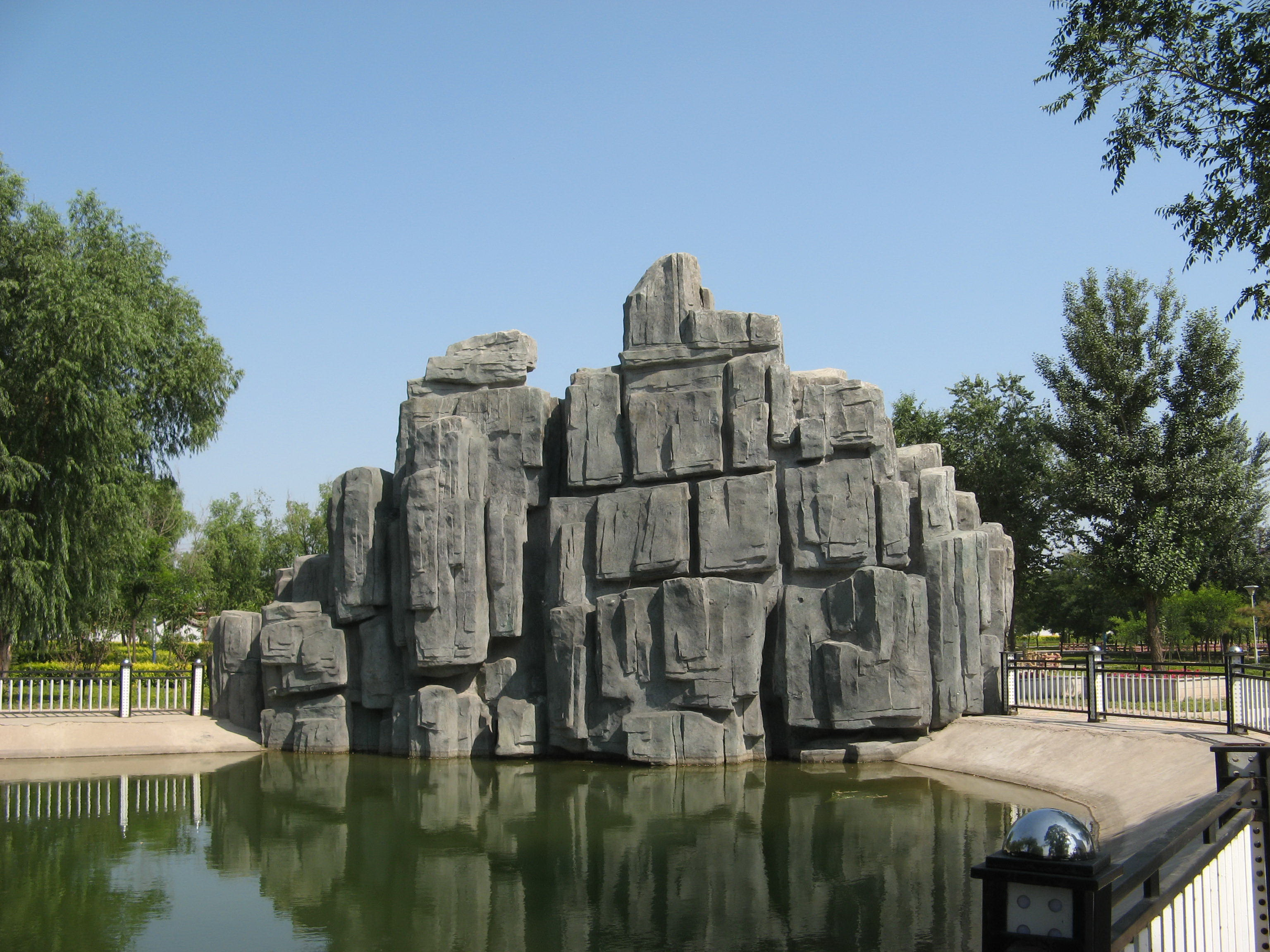
人民公园一角

### 现代区划沿革
1948年5月25日，怀仁县最终被中国人民解放军攻取，为晋绥五专署所辖。同年12月，改属雁北专署。1949年5月，属山阴中心县，同年9月划归到察哈尔省，为雁北专署所辖。1952年12月，察哈尔省撤销，怀仁县遂归入山西省，属雁北专区管辖。1954年7月，与大同县合并，称大仁县，仍属雁北专区管辖。1958年10月，大仁县合并到大同市郊区，由大同市管辖。1960年1月，改设怀仁区，由大同市管辖。1964年12月，重新设怀仁县。1965年5月，重归雁北地区。1993年7月10日，因原雁北地区撤销，怀仁等3县划归朔州市。:262018年8月8日，经国务院批准，怀仁正式撤县设市。

### 现行行政区划
怀仁市现为山西省的一个县级市，辖云西街道、云中街道、云东街道、吴家窑镇、金沙滩镇、毛家皂镇、何家堡乡、新家园乡、亲和乡、海北头乡、马辛庄乡、河头乡12个街道和乡镇，162个行政村。市政府驻云中街道。1997年、2005年左右怀仁县曾分别提出撤县设市的申请，但均未被批准。 2006年的山西省公布的2006-2020年《山西省城镇体系规划》中，计划在2010年将怀仁县改设怀仁市，但是最终不了了之。2018年8月3日，经山西省第十三届人民代表大会常务委员会第四次会议投票通过，怀仁县正式设立县级怀仁市。

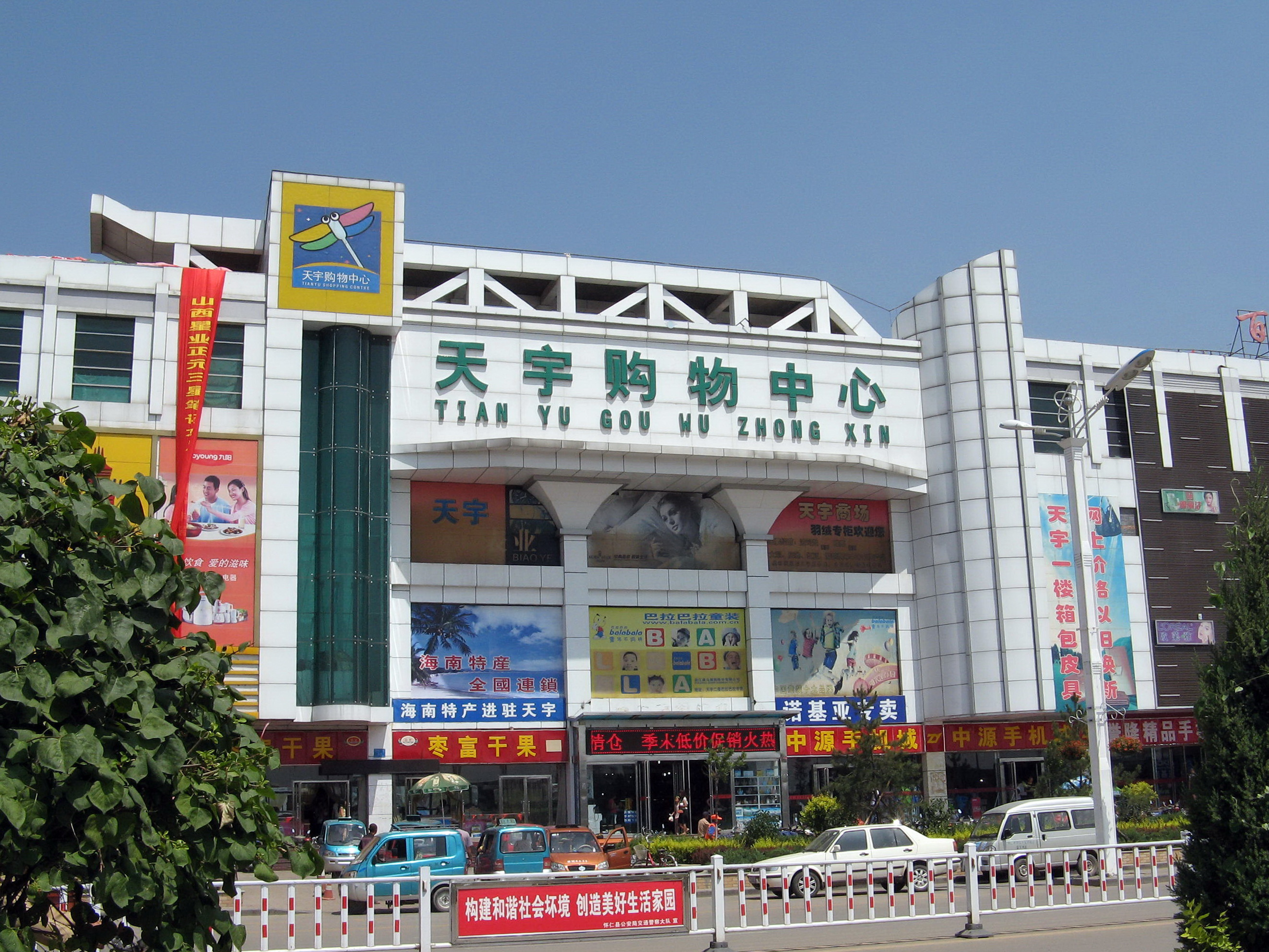
市区的一座商厦

## 经济
2020年怀仁市的地区生产总值为228亿元，第一、第二、第三产业增加值分别为13亿元、110.3亿元、104.7亿元。怀仁市经济发展位于山西省前列，稳居晋北首县。2020年地区生产总值、人均地区生产总值分别列山西省的第8位和第18位。2006年成为山西省25个县域经济扩权试点县之一，2007年入选了中部县域经济百强县。工业方面，怀仁县现已形成了煤炭、陶瓷、化工、建材、乳品加工、电力、制药七大支柱产业，“十二五”期间将根据朔州市四化一体（“工业新型化、市域城镇化、城乡生态化、农业现代化”）东部新区规划，发展“三区八园”，即西山煤电工业区、陶瓷建材工业区、肉羊养殖加工区和煤炭物流园、化工医药园、皮革物流园、机械制造园、科技教育园、食品加工园、金沙滩生态旅游园、蔬菜加工园，力图建设成华北肉羊养殖基地、全省重要的煤电建材基地、陶瓷生产基地、医药制造基地、皮革物流基地。

### 农业
怀仁市主要农产品品种有玉米、黍子、谷子、豆类、马铃薯、蔬菜、甜菜、瓜类等。畜牧业现已初步形成了奶牛、梅花鹿、肉牛、肉猪、肉羊、绒山羊、蛋鸡七大养殖基地。其中，肉羊养殖占畜牧业充值的50%以上，改革开放初亲和乡南小寨村便以养羊名扬省内外，2010年南小寨村户均收入19.9万元人民币，2012年初还举办了中国·怀仁首届肉羊养殖暨羊肉美食文化节，“怀仁羔羊肉”也已被列入国家地理标志保护产品。现今怀仁市正在建设南小寨肉羊育肥屠宰中心区，并以金沙滩镇、新家园乡为主形成肉羊饲养繁殖区、以海北头乡、河头乡、马辛庄乡为主建设肉羊育肥养殖区。

### 工业

#### 煤炭
怀仁市最早开采煤炭的时代已不可考，清光绪二十一年（1895年）时县内有7个煤窑，民国二十三年（1934年）时全市共20个煤窑，产量已达到435,473吨。:148-149目前煤炭是怀仁市的第一大产业。2009年以来，怀仁市通过煤矿整合重组，推广综采技术，使得煤矿数从2005年的17座减少到2010年的9座，煤炭产能却从2005年的每年775万吨上升到2010年的每年1,575万吨。 目前怀仁市正在推进产业转型，要求每一个煤矿都必须兴办一个地面企业，并实施煤电联营、以煤扶瓷、以煤补林等政策，着眼未来的可持续发展。

#### 陶瓷
怀仁市烧造陶瓷有逾千年的历史，唐代已开始烧造，辽金时期已形成相当的规模，并取得了技术上的领先，现存的古瓷窑遗址有小峪、吴家窑、鹅毛口三处。:146怀仁烧造瓷器，有煤炭、砂石和粘土资源的优势。怀仁窑是山西九大名窑之一，历史上以烧造黑釉划花或剔花器闻名。现今陶瓷业是怀仁市仅次于煤炭的第二大产业，年产值近12亿元，日用瓷年产8亿件，日用瓷占到全国市场份额的三分之一以上，产品早在1985年时便远销欧洲、亚洲、非洲、拉美20余国:3。此外，怀仁市还在发展中高档日用瓷、艺术瓷、包装瓷、工艺瓷和建筑瓷的烧造。现今怀仁县正在实施煤炭与陶瓷的联合，力图使陶瓷取代煤炭成为怀仁市的第一大产业，打造“中国日用瓷都”。“怀仁陶瓷”也已于2011年12月20日成为山西省第一件陶瓷产品中国地理标志证明商标。

### 服务业
怀仁市的服务业现以商贸物流、交通运输、酒店餐饮、房地产开发为主。据2011年初的统计，怀仁市共计有大型商场8家，大中型批发市场18家，商贸企业750户，个体工商户6257户，服务业从业人员占总从业人员的45%。皮革城、陶瓷市场、汽配中心等大型物流项目正在建设中。此外，还开发了清凉山、金沙滩、永宁寺、两狼山等旅游区。县城内仁人路（原新华路）、仁里路（原新建路）、怀安大街（原迎宾街）是服务业较为集中的区域。2017年第三产业增加值占42.5%，服务业已成为地方财政的重要来源。 怀仁市正在建设怀信街、仁华路、仁福路三条辽金风格的商业步行街，以及五星级的金沙滩国际酒店。

## 文化

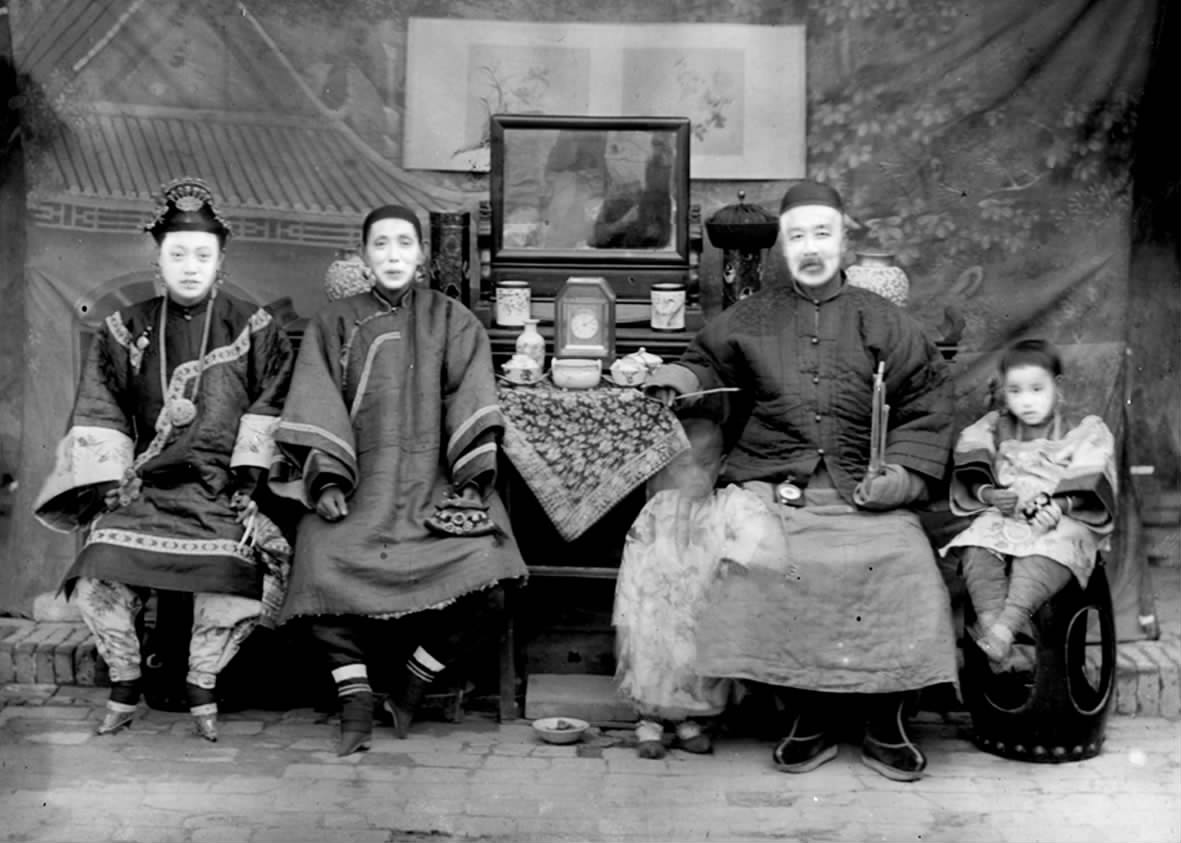
清末怀仁市的一个贡生家庭。该照片是目前已知怀仁市拍摄最早的照片

### 民间故事
怀仁市的民间故事，列入朔州市非物质文化遗产名录的有谎粮滩传说和清凉山传说两项，列入怀仁市非物质文化遗产名录的有灯火菩萨的由来、杨继业头撞李陵碑等10项。其它流传广泛的民间故事还包括雕窝寺、关公除害、慈禧过怀仁、王家坟、水淹王卞庄等。:561-564

### 戏曲
怀仁市流行的剧种有北路梆子、晋剧、晋北道情、朔县大秧歌、二人台、赛赛等，耍孩儿是怀仁市特有的地方小剧种，为曲牌体，曲调有“喜拨子”、“梅花拨子”等，内容主要是因果报应，演唱时主要使用后嗓子，文场使用大板胡、笛子、笙、二胡、三弦等伴奏，武场则有鼓板、铙钹、马锣、小锣为伴奏，代表剧目有《狮子洞》等。莲花落是怀仁特色曲艺，是清末民初时灾民逃荒口外时用以乞食的艺术形式，一边打呱嗒板一边演唱，唱词多为诉苦和讲述见闻。:389-391这些剧种多已列入朔州市和怀仁市的非物质文化遗产名录。

### 方言
怀仁方言或称“怀仁话”，以城关镇（今云中镇）语为代表，属晋语大包片。怀仁全市的方言基本统一，惟东部、东北部邻近大同市云冈区和云州区的毛家皂镇，海北头乡和河头乡地区的方言语调与县内其他地区略有不同。怀仁话比普通话多一个声调即“入声”，其它四个声调的具体读法与普通话也有差别。:464-473

### 饮食
旧时怀仁市居民的主食主要以黍子、谷子、玉米为主，辅以高粱、马铃薯、豆等杂粮。早饭吃小米稠粥（冬季早饭为稀粥），午饭吃黍子糕，晚饭吃小米稀饭、烤糕、煮山药（马铃薯）。迎客吃黄糕、油糕，女婿上门吃白面条、馍馍。红白喜事吃炸油糕。春节吃豆面、捞饭、水饺、接气饺。端阳节包粽子。中元节蒸面塑互赠。中秋节打月饼，另打两个较大的月饼，一个是“日光爷”，一个是“月光爷”。西部山区有冬至吃饺子的习俗。所食蔬菜主要有白菜、萝卜、松根为主，另有时令蔬菜。入秋后家家户户晒菜、腌菜、磨山药（马铃薯）粉。近年随物质条件丰裕，居民饮食有所改变。:450糖干炉又名闪塌嘴，是怀仁市的特色小吃，以香甜酥脆为特色。

### 民间游艺
怀仁市的民间游戏“五爷岗”和“抢江山”已经入选了朔州市非物质文化遗产名录，“狼吃羊”入选了怀仁市非物质文化遗产名录。盛行的民间游戏还有“拉锯”、“跑马城”、“打台”、“挤旮旯”等。:453

## 社会

### 人口
明代洪武二十四年（公元1391年）怀仁市有13,058人，这是历史上怀仁市第一次人口普查的数据。据载，此前的元代大德四年（公元1300年）元王朝曾派九千多军民在黄花岭屯田。明代开国后继续向怀仁市移民，怀仁市民亦会因灾荒“走口外”（去内蒙古），但都缺乏详细记载和统计。经永乐、正统和景泰的几次饥荒，正德七年（公元1512年）仅存8,425人。嘉靖年间两次饥荒，至万历二十八年（公元1600年）人口减至7,320人。经过恢复，至光绪十二年（公元1886年），全县人口增至47,771人。中华民国建立后，人口从1912年的66,958人增至1921年的83,087人。之后因军阀混战，1935年人口减至78,479人。1949年时统计全县有107,096人。:76-77据2010年的统计，怀仁市的人口为326,849人。

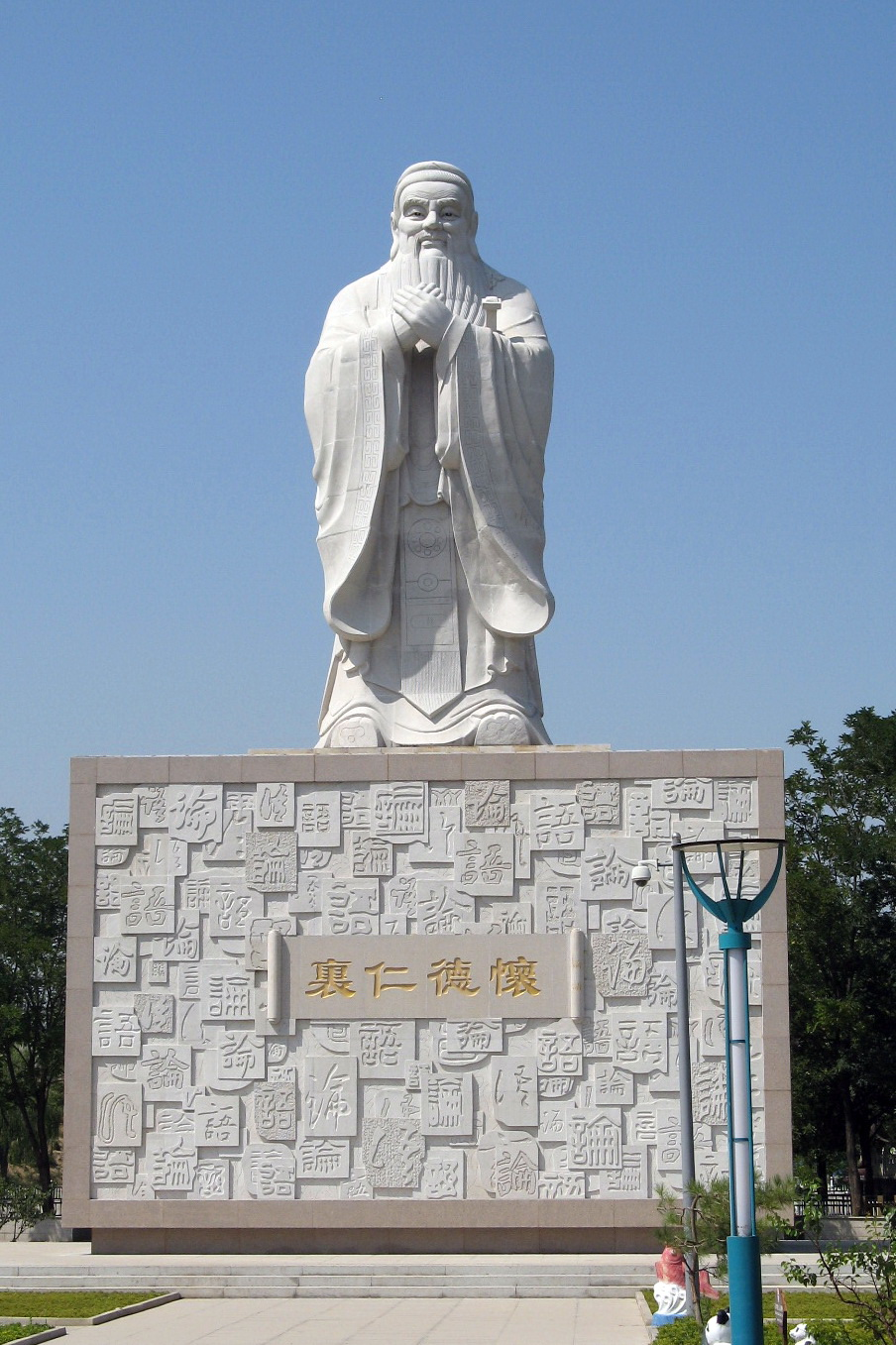
人民公园内取名为“怀德仁里”的孔子像，体现了怀仁市对教育的重视

根據全國第七次人口普查統計數據顯示：截至2020年11月1日零时，怀仁市常住人口为348470人。

### 教育

#### 高等教育
怀仁市于2017年10月30日开始建设第一所高等职业技术学院-怀仁陶瓷职业技术学院，系山西省首个陶瓷职业技术学院。

#### 中等教育
怀仁市的现代教育始于1912年，那一年怀仁市第一高等小学校在城内大学堂成立。1914年，国民女子初等小学校在县城观巷建立。1947年，怀仁县的第一所中学“怀仁中学”在县城耶酥堂成立，1948年2月因国民党怀仁县政府撤退至大同城内，学校搬至大同城内大有仓，后又搬至大同小南街，1949年学校停办。1955年，怀仁中学（今怀仁一中）成立:359-363，发展至今已成为朔州市乃至山西省著名的高级中学，达线率已连续27年位居朔州市第一，2018年山西高考理科状元、榜眼均来自怀仁一中，并成为首批山西省示范高中。 怀仁市也借打造怀仁一中的名牌，努力创建山西省先进、朔州市一流的教育强市，民办教育和公办教育蓬勃发展，2010年时已有各级各类学校222所，在校学生达到了9.2万人，而2010年怀仁市的常住人口也只有32.7万人。在校学生中不少是吸引而来的外地学生，这甚至使得周边县市的优质生源流失，教育发展受到影响。一些媒体在报道中亦以晋北地区“教育第一大县”相称。

### 宗教
曾活动在怀仁市的宗教主要有道教、佛教、天主教、基督教、耶稣教。佛教于唐代传入，天主教在清代光绪二十六年（公元1900年）由大同教区在榆林（今属大同市云冈区）的天主堂传入，基督教在1919年由大同基督教内地会瑞典教士李本史传入，道教和耶酥教传入的时间无考。据1934年的统计，时有男女道徒114人（含女道徒7人），僧人63人，天主教徒507人，耶酥教徒206人。内地会和由内地会分出的小群派在1953年时各有184和113名教徒。1949年后道教和佛教活动减少，天主教在1958年停止活动，基督教和内地会亦在文革中停止活动。1980年后天主教、基督教和耶酥教部分恢复活动。据1985年的统计，天主教、基督教、耶酥教的教徒数各约为20人、80人、50人，道教已无教徒，唯一的佛教徒永宁寺住庙和尚也在这一年迁往五台山定居。:502-503

### 医疗
地方志载，明清时怀仁县内著名的药铺有“广济堂”（后改名“广和育”）等。1939年，日军在怀仁县城小巷内建立了一所小诊所，诊所共7名工作人员，自此西医传入怀仁县。现怀仁市的主要医院有怀仁市人民医院等。:429

### 传媒
地方传媒机构主要有1984年12月31日成立的怀仁电视台、始建于1956年3月的怀仁人民广播电台等。:399-401

## 交通

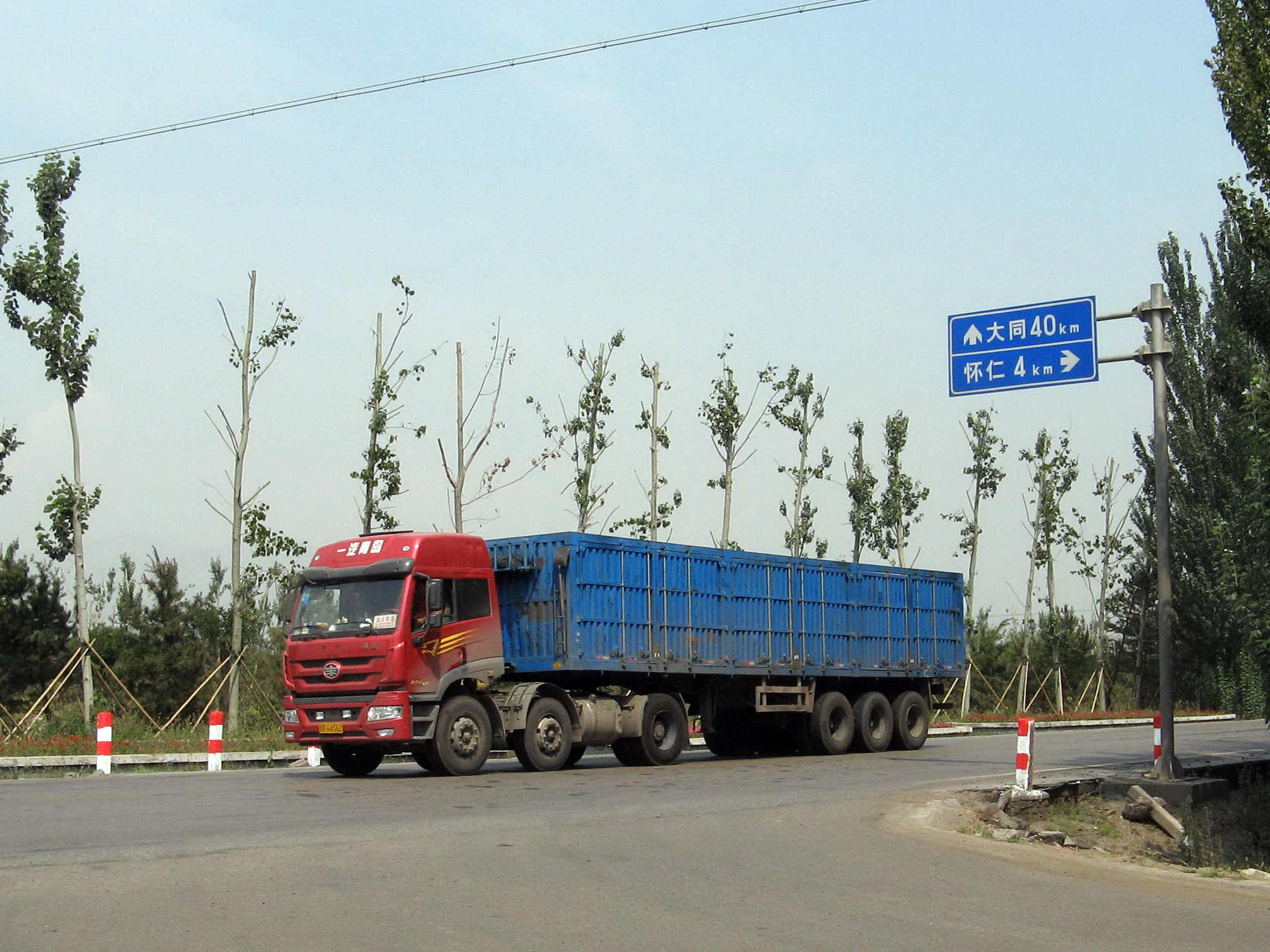
省道206

### 公路
怀仁市交通方便， 二广高速（旧称“大运高速公路”）自东北向西南穿过怀仁市中部，县境内有怀仁、毛皂两个出口，其中怀仁出口在县城东侧，经世纪大道与县城连接。县境内 208国道（二长线，二连浩特至长治）、 206省道（大忻线，大同至忻州）与G55走向几乎平行， 208国道与 205省道二者位于G55西侧，在县城西侧通过。 205省道（大石线，大同至石嘴）与 210省道（应凉线，应县至凉城）也通过县境。公路已实现村村通。

### 铁路
同蒲铁路和 韩原铁路分别自东北至西南通过怀仁市，这两条铁路线仅运行普速列车。北同蒲铁路上有怀仁站办理客运业务。韩原铁路与大西客运专线上有怀仁东站，可以办理动车组业务。怀仁东站拥有可以到太原南站、运城北站、西安北站、北京北站的动车组列车，增加了怀仁到全国各地的通达度。境内另有大秦铁路的支线，为运煤而使用。

### 公共交通
随着城市建设，怀仁市内相继开通了5条公交线路，并在2012年4月1日实现了免费乘坐。免费公交采用的运营模式是政府出资，企业运营。

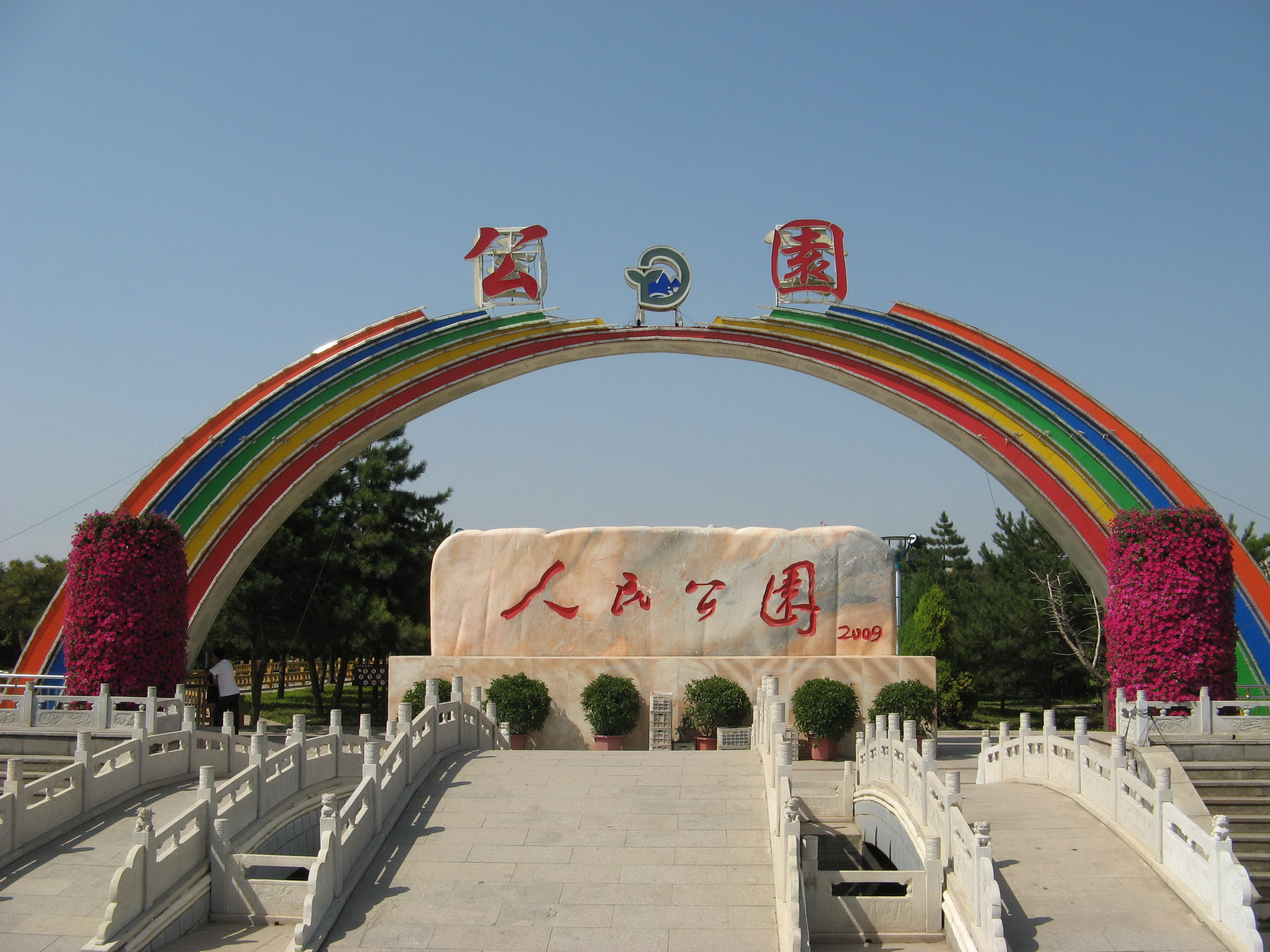
怀仁市人民公园是山西省第一个县级公园

## 城市建设

### 旧县城
怀仁县城最早建于辽代。经明清两朝七度增修，至咸丰三年（1853年）怀仁县城成为较完整的城池。旧县城面积有30万平方米，周长2214米，有东、西两门，东门为保泰门，西门为柔远门。城墙高12.6米，女墙高2米，外有包砖。城墙四角各有角楼一座，东西两面各两座敌台，南北两面各一座敌台。东、西关墙为土筑，周长分别为1200米和900米。城内有十字大街，东西街为主要商业区。1946年8月，解放军首次攻占怀仁县城后便动员群众拆除城墙。:411967年后，怀仁县依旧城向西、北、南三向扩展，建设至今旧县城遗留基本完全拆除。

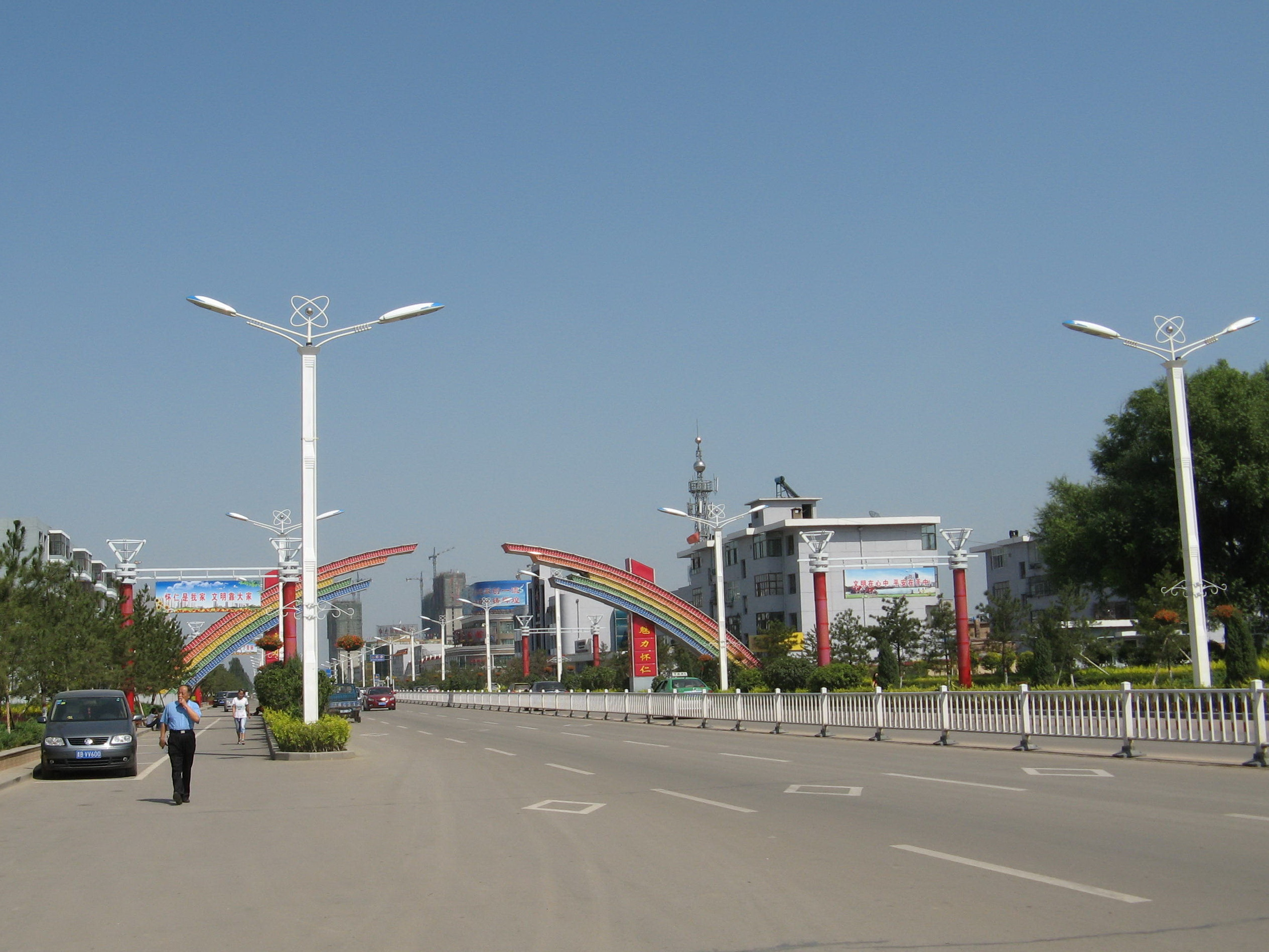
迎宾东街（2011年底重新命名为怀安大街） 街景

### 新县城
1984年建成的怀仁公园是山西省第一个县级公园。:41迎宾广场建于1993年，经过扩建，2000年时成为了当时山西省最大的县级广场。2005年，为纪念李克用与耶律阿保机相会1100年，迎宾广场上新建了“怀想仁人”雕塑。据统计，2010年怀仁市建成区面积为50平方公里，县城道路全部硬化，主干道全部亮化。怀仁市是国家环保局认定的“国家级园林县城”，2011年建成区绿化面积是800万平方米，绿地面积673.88万平方米，城市绿化覆盖率为40.34%，绿地率36.75%，城市人均绿地面积9.5平方米。

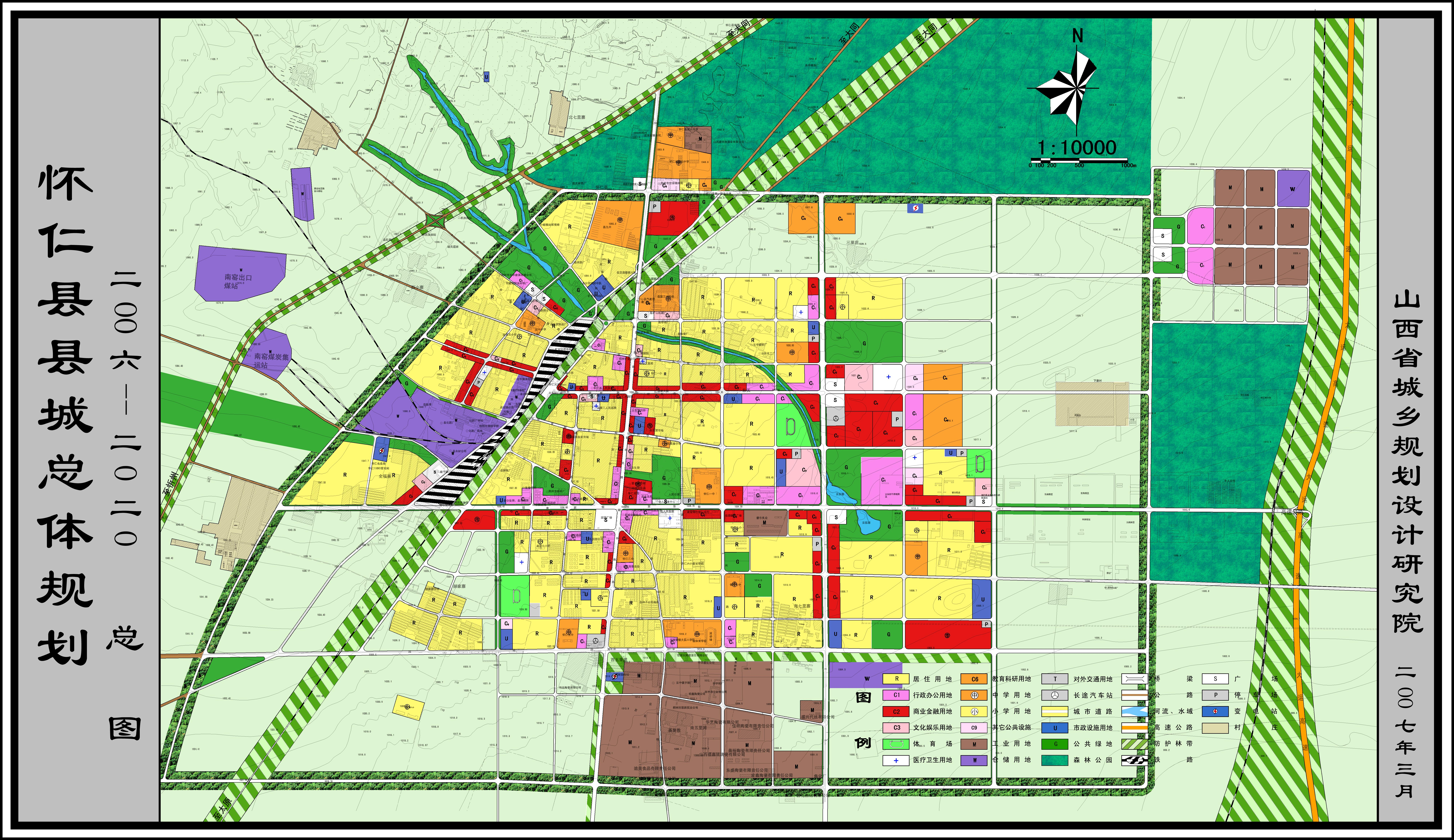
2006-2020怀仁县县城总体规划总图

在《2006-2020怀仁县县城总体规划》中，怀仁县城的定位是全县政治、经济、文化、信息中心，及以陶瓷、建材和高科技新型产业为主的现代化生态园林城市，规划中预测2020年县城人口达到25万人。根据规划，怀仁县城将形成“一城四区、多心、绿带环结”的空间布局。怀仁县城集中向东扩展，东北部设置“新发高新技术工业园”，发展高新技术产业（生物制药、新型材料、电子通讯、轻工业等），县城南部设“云东经济技术工业园”，发展陶瓷、建材和煤化工。

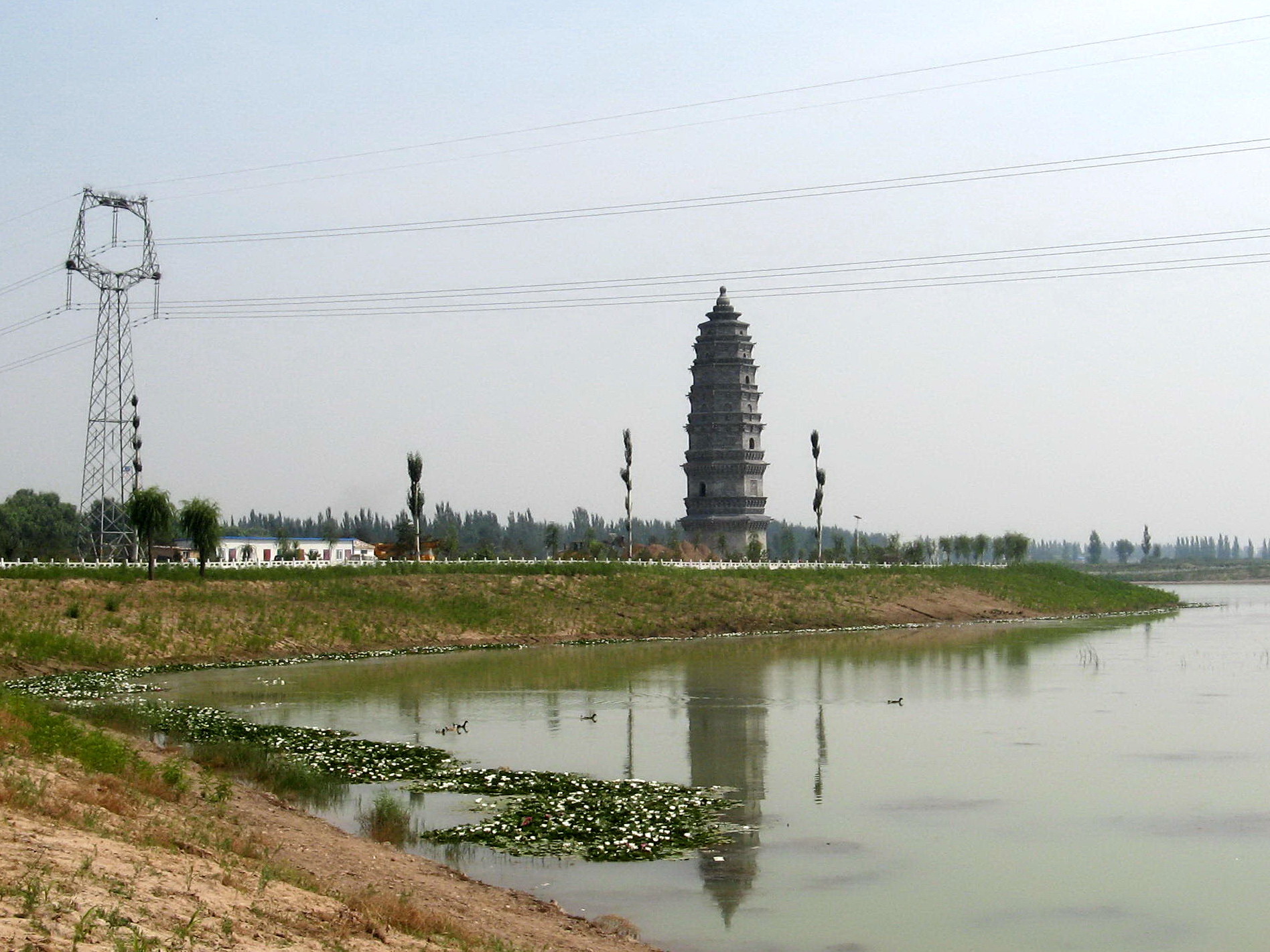
建设中的磨道河湿地公园

## 旅游
怀仁市现有鹅毛口遗址、金沙滩墓群、华严寺塔和丹阳王墓4处山西省文物保护单位，西安堡堡址等7处朔州市文物保护单位。怀仁县是文化部命名的2011－2013年度“中国民间文化艺术之乡”，“怀仁旺火习俗”于2011年5月23日列入了第三批国家级非物质文化遗产名录。除夕和元宵节时，把块状的煤堆成塔状，外贴字条，夜间点燃，取全年兴旺之意，称为“旺火”。 怀仁大旺火、街灯、传统文艺表演号称“塞北三绝”，2012年元宵节吸引了40万余人前来观赏。 怀仁市将金沙滩古战场开发成了金沙滩生态旅游区，是全国惟一一家以杨家将故事为主题的旅游景区，景区内主要有杨家将群雕以及建筑群。清凉河、磨道河、口泉河三大湿地公园正在建设中，羊肉与陶瓷也是旅游产业的发展方向。